# Zahajki (gmina)
Zahajki – dawna gmina wiejska istniejąca w latach 1809–1954 na Lubelszczyźnie. Siedzibą gminy były Zahajki (1952–54 Międzyrzec Podlaski).
Gmina Zahajki jako jednostka jednowioskowa powstała w 1809 roku w Księstwie Warszawskim. Po podziale Królestwa Polskiego na powiaty i gminy z początkiem 1867 roku gmina weszła w skład w powiatu radzyńskiego w guberni siedleckiej (od 1912 gubernia lubelska). W 1919 roku gmina weszła w skład woj. lubelskiego i składała się z następujących wsi: Bereza, Drelów, Kwasówka, Łózki, Przechodzisko, Rudniki i Zahajki. 13 czerwca 1931 z gminy Zahajki wyłączono wsie Stołpno (619 ha) i Wysokie (394 ha), włączając je do Międzyrzeca Podlaskiego.
Podczas okupacji gmina należała do dystryktu lubelskiego (w Generalnym Gubernatorstwie). W 1952 roku siedzibę władz gminy przeniesiono z Zahajek do Międzyrzeca Podlaskiego.
Według stanu z dnia 1 lipca 1952 roku gmina Zahajki składała się z 7 gromad. Jednostka została zniesiona 29 września 1954 roku wraz z reformą wprowadzającą gromady w miejsce gmin. Z obszaru gminy utworzono Gromadzkie Rady Narodowe w Drelowie, Rogoźnicy, Szóstce i Zahajkach. Po reaktywowaniu gmin z dniem 1 stycznia 1973 roku gminy Zahajki nie przywrócono a jej obszar wszedł w skład gminy Drelów.